# ۱۲۷۵۹ ژول
سیارک ۱۲۷۵۹ (به انگلیسی: 12759 Joule، نامگذاری:1993TL18) دوازده هزار و هفتصد و پنجاه و نهمین سیارک کشف شده‌است که در ۹ اکتبر ۱۹۹۳ کشف شد.
قدر مطلق سیارک برابر ۳۳.۸ است.